# Alfa Romeo Alfetta
L'Alfa Romeo Alfetta è un'autovettura sportiva di classe medio-alta prodotta dal 1972 al 1984 dalla casa automobilistica italiana Alfa Romeo nello stabilimento Alfa Romeo di Arese.

## L'Alfetta

### Il contesto

Fangio sull'Alfa Romeo 159 "Alfetta" a Monza nel 1951

Alla fine degli anni sessanta, in Alfa, era evidente che le linee delle 1750 e Giulia - pur longeve - non avrebbero retto l'impatto con le nuove tendenze stilistiche; d'altro canto era necessario introdurre novità che non si allontanassero troppo dai gusti della clientela già fidelizzata. In un primo tempo si decise di rinnovare la 1750 con aggiornamenti estetici ed una nuova motorizzazione più europea che, nel 1971, veniva presentata con la denominazione 2000. Nel contempo si dette anche il via alla realizzazione del progetto 116.
Il Centro Stile Alfa, guidato da Giuseppe Scarnati, disegnò così una vettura intermedia tra la 2000 e la Giulia, pronta a sostituire il primo modello che avesse perso troppo terreno sul mercato. Linee tese e spigolose e una particolare attenzione allo spazio interno, per vestire uno schema tradizionale e prestigioso da berlina sportiva, settore in cui le Alfa Romeo, all'epoca, erano considerate all'avanguardia.
Occorre anche citare il pur marginale contributo di Giorgetto Giugiaro che, incaricato nel 1968 di progettare la nuova Alfa coupé, stava terminando gli esecutivi di quella che sarebbe poi diventata l'Alfetta GT.
Al fine di tranquillizzare la clientela circa l'abbandono dello schema tradizionale per il moderno transaxle, si fece ricorso alla citazione delle glorie sportive Alfa Romeo scegliendo il nome di Alfetta e così ufficializzando il nomignolo con cui i tifosi avevano soprannominato le Alfa Romeo 158 e 159 da Formula 1 che vinsero il campionato mondiale nel 1950 e 1951 con Nino Farina e Juan Manuel Fangio.
Il nuovo modello si dimostrò subito di ottimo livello, sia per estetica, sia per prestazioni, ma le polemiche infuriarono ugualmente, dividendo gli alfisti. Infatti, pur guadagnando enormemente in tenuta e stabilità, a causa dei più complessi leveraggi di comando, l'Alfetta aveva sensibilmente peggiorato la manovrabilità del cambio rispetto alla serie Giulia, universalmente considerata un riferimento al riguardo.
Parallelamente al nuovo modello, l'azienda decise di lasciare in produzione anche la 2000 e la Giulia 1300/1600 fino al 1977, anno in cui apparve l'Alfetta 2000 da 122CV e le coupé 1600 e GTV con 2 litri in versione a piena potenza (131CV).

### L'automobile

Il prototipo dell'Alfetta durante le prove su strada nel 1971

La nuova Alfetta avrebbe dovuto essere la vedette del Salone dell'automobile di Torino dell'ottobre 1971 e già in agosto erano state diffuse le caratteristiche tecniche alla stampa specializzata. Tuttavia, la scelta di dare il maggior risalto alla contemporanea Alfasud, il timore di oscurare la 2000 e una serie di scioperi nella fabbrica di Arese, fecero slittare la presentazione di oltre sei mesi.
Presentata a Trieste il 17 maggio 1972, l'Alfetta fu senza dubbio una delle Alfa Romeo più innovative del dopoguerra. Essa infatti, pur rispondendo a tutti i canoni tipici del marchio, rappresentava un deciso passo avanti rispetto ai modelli precedenti. La sua linea, che avrebbe ispirato a lungo l'evoluzione di gamma, segnò un punto di rottura con il precedente stile Alfa Romeo. Rimase sul mercato fino al 1984 quando venne sostituita dalla 90.
La linea dell'Alfetta è squadrata, scevra da venature e pieghe, moderna per l'epoca ma classicizzata dal frontale tipicamente Alfa Romeo con i doppi fari tondi in cornici cromate e lo scudetto in posizione centrale. Guardavano alla tradizione i paraurti a lama in acciaio inossidabile, le tre barre cromate sulla calandra e le maniglie delle portiere. Così se la parte anteriore era bassa, raccolta e relativamente slanciata la parte posteriore presentava la novità più evidente: la coda alta che oltre a garantire vantaggi sul piano aerodinamico offriva una capacità di carico quasi da record per la categoria.

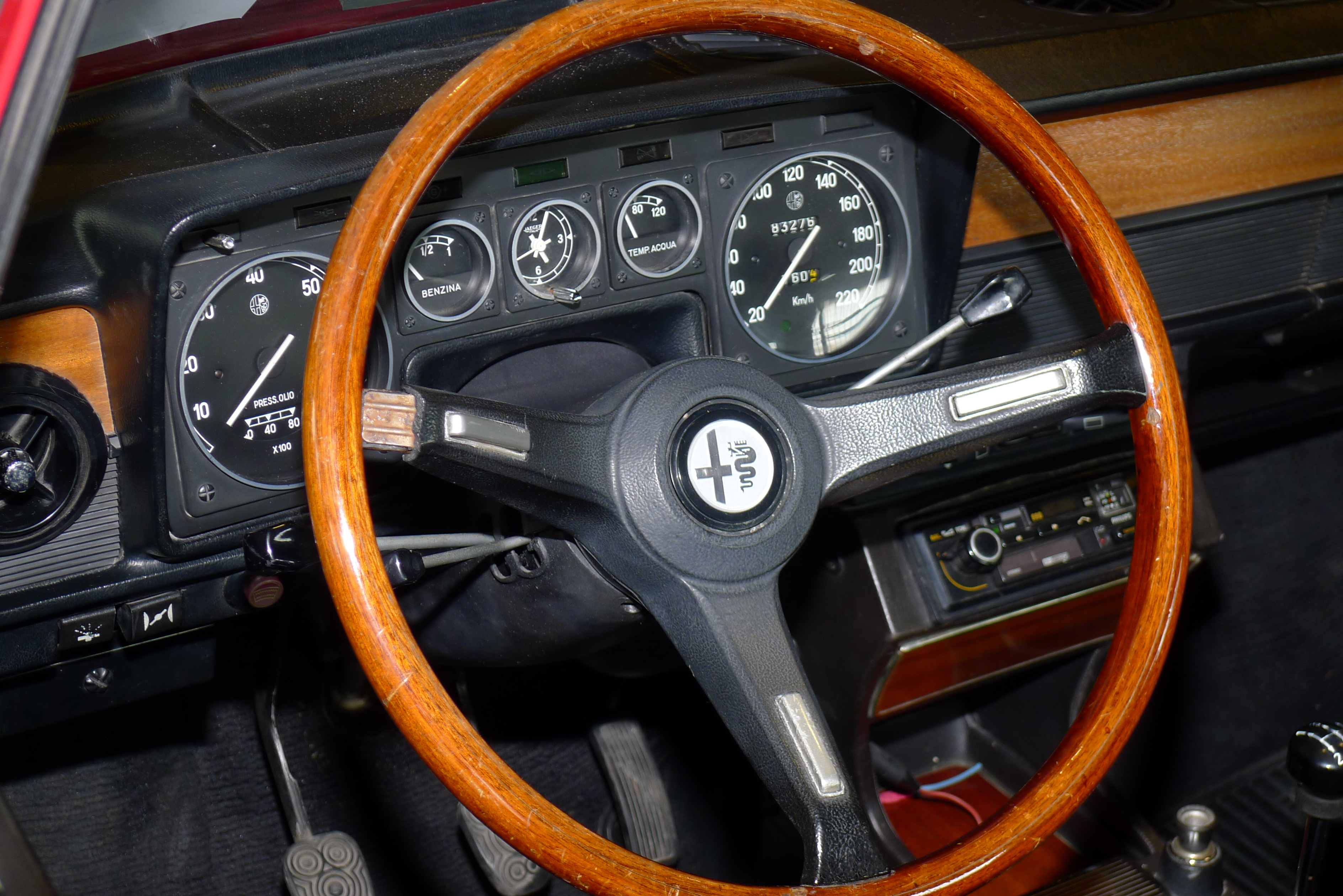
Quadro strumenti di una Alfetta 1.8 prima serie

All'interno non ci si era discostati dalla tradizionale formula Alfa Romeo. La plancia con il monogramma “Alfetta” in corsivo e gli inserti tipo legno era completata da un quadro strumenti molto fornito e soprattutto ben leggibile che comprendeva oltre al tachimetro e al contagiri gli indicatori di livello carburante, temperatura acqua e pressione lubrificante oltre a una completa dotazione di spie.
Il posto guida, ben realizzato, favoriva la guida a braccia distese e prevedeva anche la regolazione in altezza del volante. L'abitacolo era nel complesso accogliente e spazioso; l'assenza del cambio all'uscita del motore infatti aveva permesso di snellire abbastanza la parte anteriore del tunnel centrale tanto da dare una notevole sensazione di spazio ai posti anteriori. Quelli posteriori pur disponendo invece di molto spazio in senso longitudinale erano inficiati dall'ingombrante presenza del cambio posteriore che aveva costretto i progettisti dell'Alfa Romeo a gonfiare il tunnel centrale tanto da compromettere il comfort del passeggero posteriore seduto al centro.

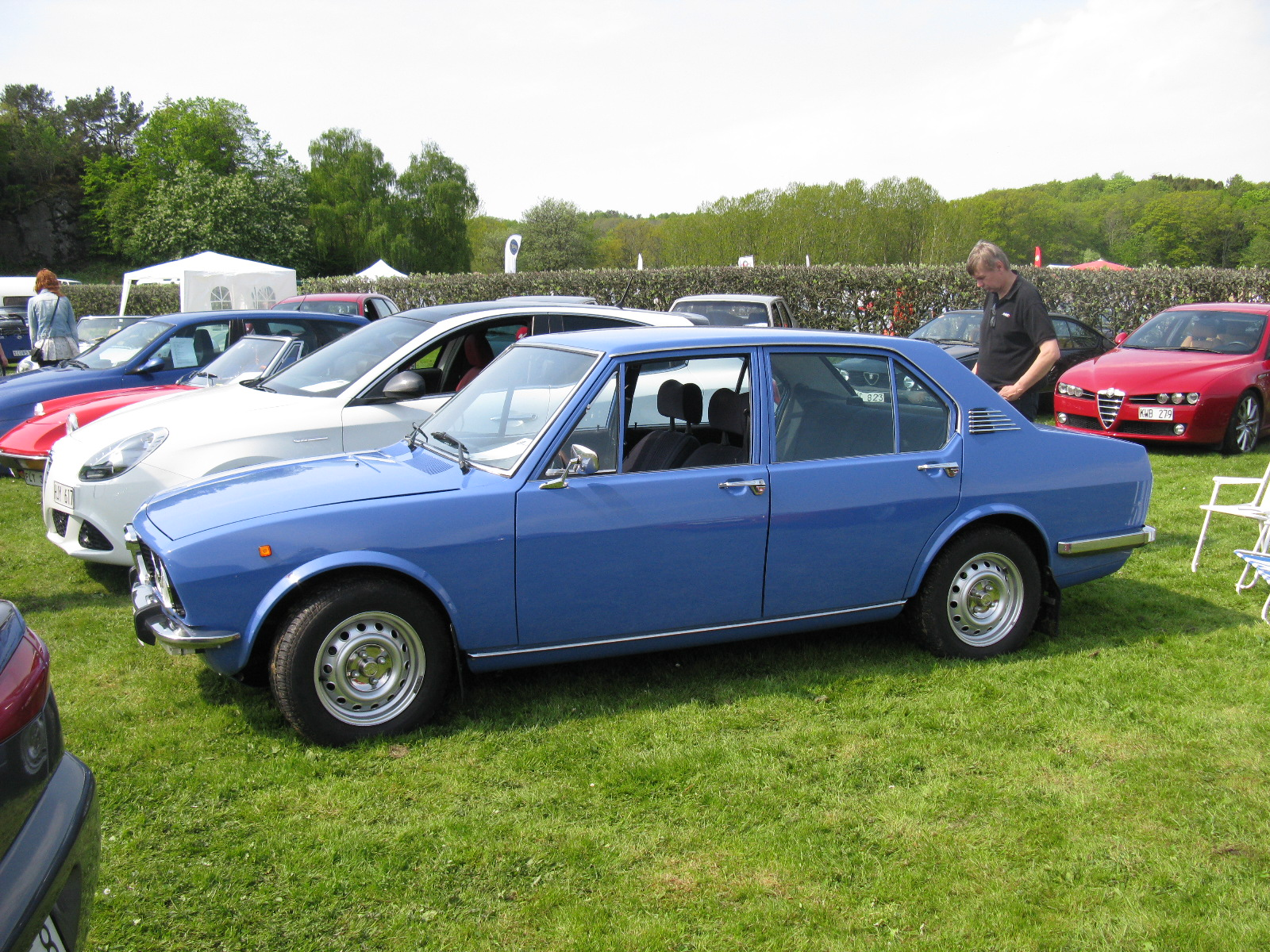
Linea laterale di una Alfa Romeo Alfetta

Il portabagagli seppur di generose dimensioni non era sfruttabile a pieno per via della soglia di carico molto alta che poteva costringere a fastidiosi sollevamenti e tendeva ad aumentare il pericolo di danneggiare la carrozzeria negli usi più intensi. Sotto il piano di carico trovavano posto la ruota di scorta e il serbatoio carburante di 50 litri. L'ampia vetratura garantiva una buona visuale in ogni direzione e solo in retromarcia la coda spiovente necessitava di una buona dose di pratica prima di poterne valutare correttamente l'ingombro.
La dotazione, seppur non eccezionale, era buona per l'epoca e sarebbe stata arricchita con il passare delle generazioni sino ad arrivare alla ricca ed elaborata Quadrifoglio oro del 1983. Nel 1972 il prezzo di listino era di L. 2.441.600, cui occorreva aggiungere L. 26.880 per l'interno in texalfa, L. 19.040 per il lunotto termico, L. 16.240 per gli appoggiatesta regolabili e L. 106.400 per la finizione metallizzata, unici accessori disponibili.
Quello che lasciava a desiderare, come spesso era accaduto nella storia dell'Alfa, erano le finiture, solo approssimative e non esenti da difetti di lavorazione e caratterizzate da materiali di scarsa qualità.

### La meccanica
Il classico bialbero Alfa Romeo di 1779 cm³ derivava direttamente da quello della 1750 seconda serie da 122 CV DIN, modificato nella forma dei collettori di scarico e della coppa dell'olio per adeguarlo all'installazione in una scocca differente. Costruito completamente in lega di alluminio aveva le canne dei cilindri di ghisa riportate e sfilabili. I due alberi a camme in testa mossi da una doppia catena silenziosa anteriore, che garantiva un'eccellente affidabilità e durata, azionavano direttamente le valvole attraverso i bicchierini in bagno d'olio ad essi interposti, il che se da un lato rispondeva a esigenze di affidabilità e sportività, dall'altro rendeva la regolazione del gioco un'operazione lunga e costosa, anche se meno frequente. Infatti qui i piattelli di spessore risultano posizionati all'interno dei bicchierini (a differenza del Motore bialbero FIAT che li ha visibili e a contatto con le camme), per cui la sostituzione implica lo smontaggio preliminare degli alberi. Le due valvole erano inclinate a 80° per formare una camera di combustione emisferica ad alto rendimento, e quelle di scarico erano raffreddate dalla presenza nello stelo di sodio che ne diminuiva la temperatura durante l'uso passando dallo stato solido a quello liquido e garantendo così una più lunga durata delle stesse.
Il tutto era raffreddato dal liquido contenuto nel circuito sigillato provvisto di radiatore con la ventola per la prima volta mossa da motore elettrico azionato da un interruttore termostatico, anziché direttamente dal motore come sulla 1750. L'alimentazione era assicurata da due carburatori orizzontali doppio corpo Weber 40 DCOE/32 riforniti di carburante dalla pompa meccanica. Vennero allestite anche vetture destinate al mercato d'oltreoceano provviste di iniezione meccanica SPICA.
La novità vera fu l'inedito posizionamento del cambio a 5 marce al retrotreno in blocco con differenziale e frizione azionata idraulicamente (soluzione sostenuta da Giuseppe Busso), allo scopo di restituire un'ottimale distribuzione che migliorasse la tenuta di strada, rispetto ai precedenti modelli derivati dalla Giulia. Inedito era anche lo schema delle sospensioni posteriori che adottavano per la prima volta su una vettura stradale della Casa un raffinato ponte De Dion costituito da un traliccio di tubi d'acciaio triangolare con il vertice imperniato anteriormente, che mirava alla riduzione delle masse non sospese, in modo da garantire una maggiore aderenza alle ruote posteriori, soprattutto in caso di irregolarità del manto stradale. A tale scopo i freni a disco posteriori vennero spostati dalle ruote alla flangia dei semiassi sul differenziale (freno entrobordo). Su vetture di serie, fino ad allora, tali soluzioni tecniche erano state riservate a modelli di classe elevata come la Lancia Aurelia degli anni cinquanta della quale l'Alfetta riprende il sofisticato schema tecnico transaxle con cambio montato in blocco al differenziale posteriore per meglio ripartire e distribuire le masse sugli assi della vettura nello schema 50/50, con evidenti vantaggi dinamici in termini di stabilità e tenuta di strada. 

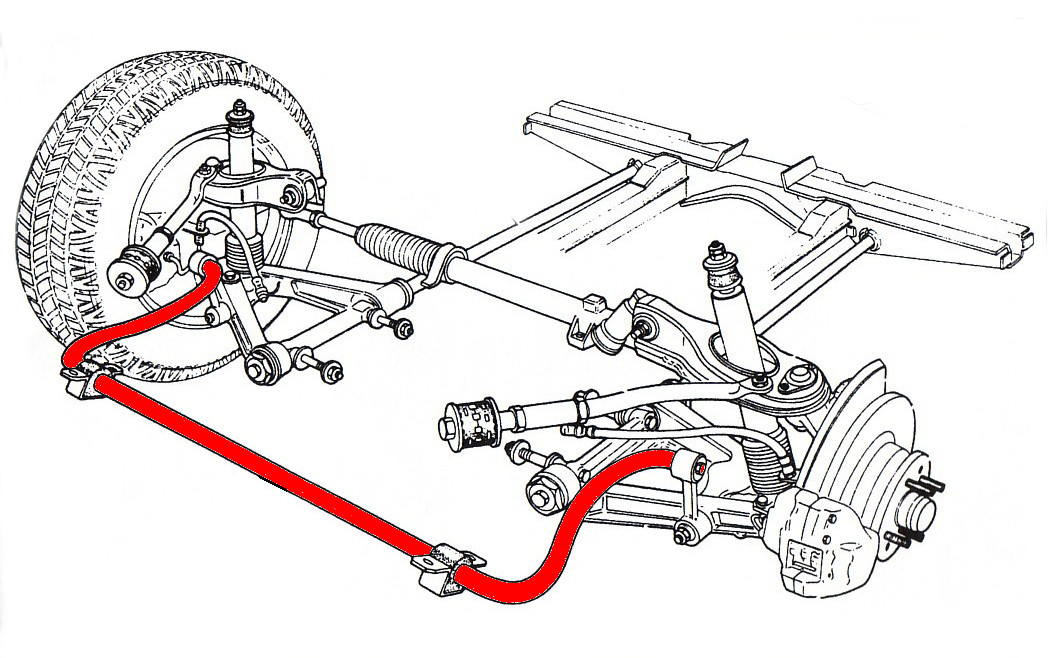
Sospensioni anteriori di un'Alfetta; notare la barra antirollio evidenziata in rosso

Le sospensioni anteriori indipendenti seguivano lo schema a bracci trasversali oscillanti e usavano come elementi elastici delle barre di torsione. Il tutto era completato da ammortizzatori idraulici e barre stabilizzatrici sia sull'avantreno che sul retrotreno.
I freni erano tutti a disco con comando idraulico a doppio circuito, servofreno a depressione e limitatore di frenata sul retrotreno. Il freno a mano agiva sulle ruote posteriori.

### Comportamento su strada
Il comportamento su strada dell'Alfetta continuava la tradizione della casa con doti dinamiche sportiveggianti. La tenuta di strada era eccellente anche se caratterizzata da un certo rollio. Il comportamento in curva era neutro anche alle alte velocità, proprio in virtù della perfetta distribuzione dei pesi. Se portata al limite l'Alfetta presentava un sensibile sottosterzo iniziale che ne rendeva la guida facile anche a piloti non troppo esperti. Solo esagerando con l'acceleratore o nelle curve molto strette, dove si sentiva il bisogno di un differenziale autobloccante, il retrotreno poteva riservare qualche sorpresa.
Il motore, pur avendo guadagnato 4 CV rispetto alla versione montata sulla 1750, si dimostrò grintoso agli alti ed elastico ai bassi e medi regimi, permettendo sia una guida sportiva che una rilassata con un occhio al comfort e ai consumi.
Nelle prove su strada l'Alfetta si dimostrò capace di raggiungere i 184 km/h di velocità massima e con un'accelerazione da 0 a 100 km/h in 9,8 secondi si posizionò ai vertici della sua categoria. Il suo tallone d'Achille stava invece nelle caratteristiche del cambio che poco si addicevano al tipo di auto. Esso era infatti caratterizzato da una manovrabilità lenta e imprecisa specialmente in scalata per le prime due marce, dovuta più ai vari rinvii di comando che al disegno degli organi meccanici, molto simile al cambio della serie Giulia. Il posizionamento, poi, faceva sì che la carrozzeria amplificasse la rumorosità degli ingranaggi. Anche la frizione non era esente da critiche per il suo brusco innesto, mentre i giunti in gomma dell'albero di trasmissione hanno sempre sofferto di breve vita, nonostante le numerose modifiche a cui furono sottoposti nell'arco della produzione. L'impianto frenante aveva un'ottima potenza, una buona modulabilità ed era insensibile alla fatica anche se era caratterizzato da una certa durezza di azionamento, aspetto che piaceva agli alfisti appassionati perché permetteva di dosare con precisione la pressione sul pedale. Lo sterzo, per la prima volta a cremagliera su un'Alfa, era molto preciso e pronto.

### L'evoluzione della gamma
| Versione                                                    | Anni di produzione                                          | Esemplari |
| ----------------------------------------------------------- | ----------------------------------------------------------- | --------- |
| Alfetta 1.8                                                 | dal 1972 al 1984                                            | 183.337   |
| Alfetta 1.6                                                 | dal 1975 al 1984                                            | 82.512    |
| Alfetta 2000                                                | dal 1977 al 1978                                            | 29.584    |
| Alfetta 2000 L                                              | dal 1978 al 1981                                            | 82.660    |
| Alfetta 2000 Li America                                     | dal 1978 al 1981                                            | 8.862     |
| Alfetta 2000 Turbodiesel                                    | dal 1979 al 1984                                            | 22.297    |
| Alfetta 2.0                                                 | dal 1982 al 1984                                            | 37.193    |
| Alfetta Quadrifoglio Oro                                    | dal 1982 al 1984                                            | 20.629    |
| Alfetta 2.0 CEM                                             | nel 1983                                                    | 991       |
| Alfetta 2.4 Turbo Diesel                                    | dal 1983 al 1984                                            | 7.654     |
| Totale N.B.:Dati Ruoteclassiche, Un secolo di auto italiana | Totale N.B.:Dati Ruoteclassiche, Un secolo di auto italiana | 475.719   |

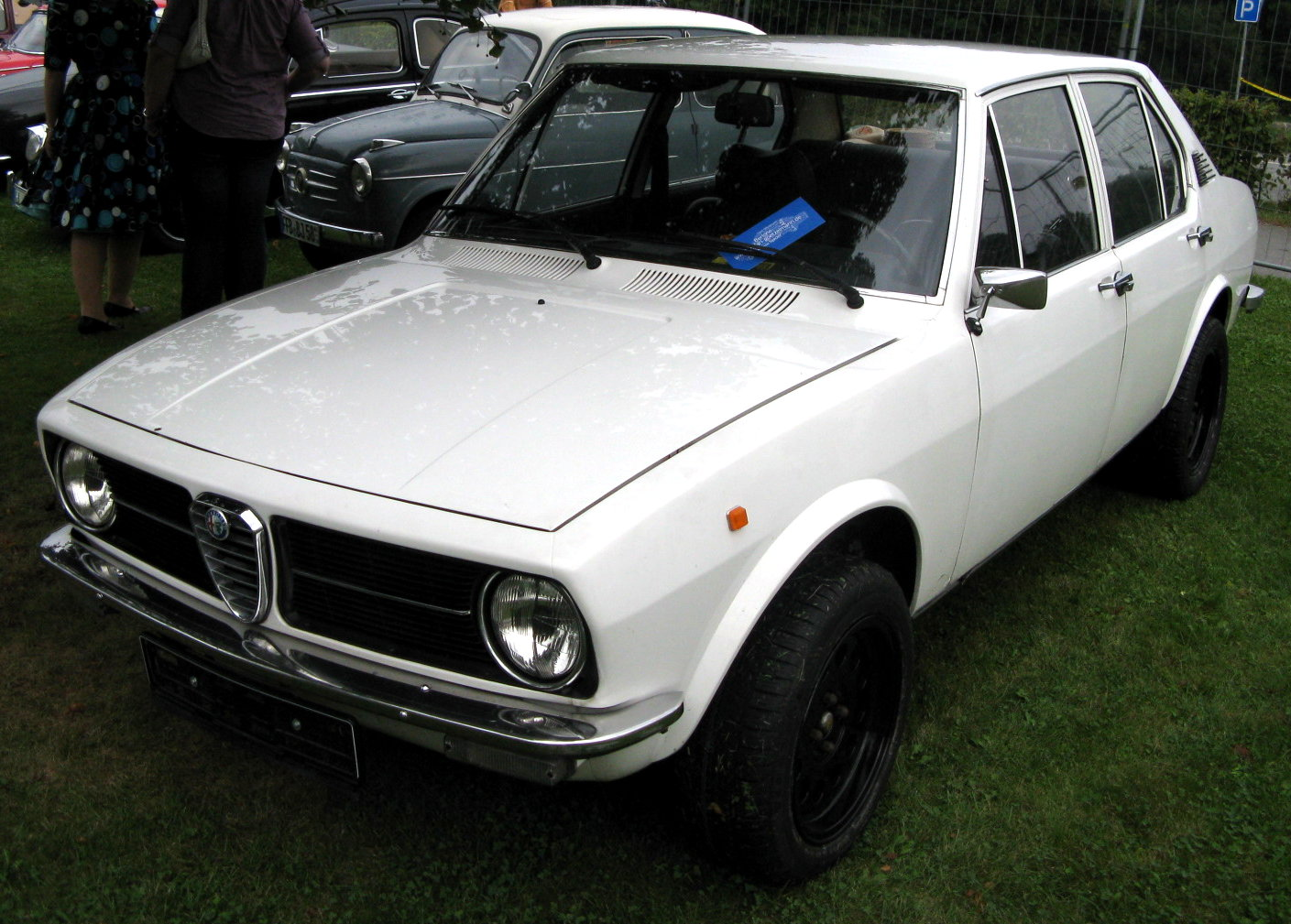
Alfetta 1.6 del 1975

Nel 1975, in piena crisi petrolifera, venne presentata la versione semplificata dell'Alfetta, che come prevedibile montava un motore con cilindrata ridotta a 1570 cm³ e potenza di 109 CV (secondo norme DGM). Il nuovo propulsore deriva direttamente dalla versione già montata sulla serie Giulia (nella versione più potente, utilizzata fino al 1974 su GT e Spider): rispetto al propulsore di 1779 cm³ risultano ridotti sia l'alesaggio (78 mm) che la corsa (82 mm). Esternamente la vettura era facilmente distinguibile per la presenza di una sola coppia di fari sul frontale, mentre per il resto, seppur dotata di allestimento più economico, era abbastanza simile alla sorella maggiore. Il comportamento su strada delle due vetture era molto simile. A risentire della diminuzione di potenza erano soprattutto le doti di ripresa da bassa velocità nelle marce più alte. Il presunto beneficio in termini di consumo invece veniva vanificato dalla necessità di mantenere regimi elevati per ottenere un comportamento brillante.

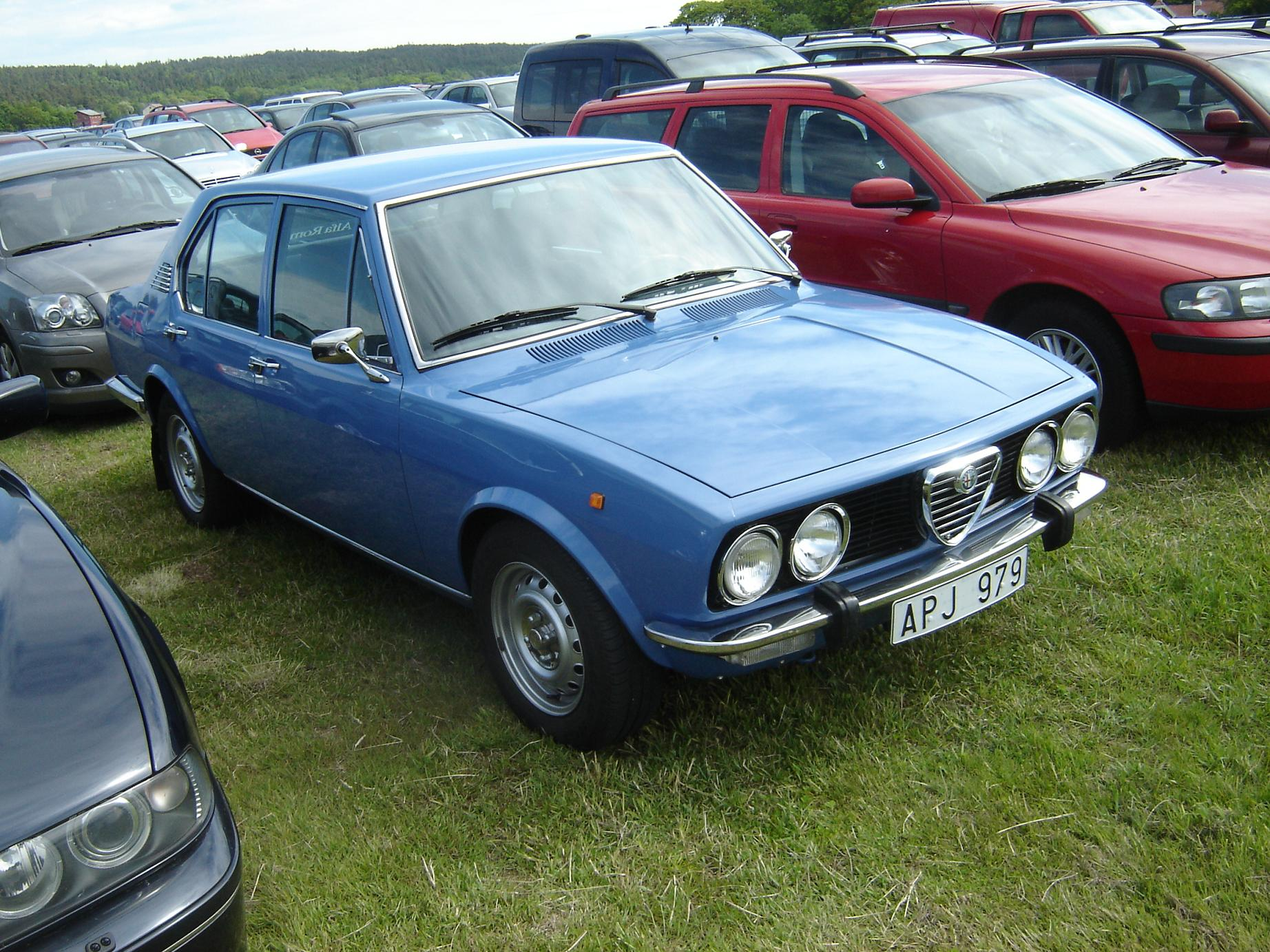
Alfa Romeo Alfetta del 1977

Contemporaneamente l'Alfetta 1.8 subì qualche lieve ritocco estetico facilmente individuabile nello scudetto Alfa ora più largo. Il suo motore invece subì una riduzione di potenza che lo riportò a 118 CV.

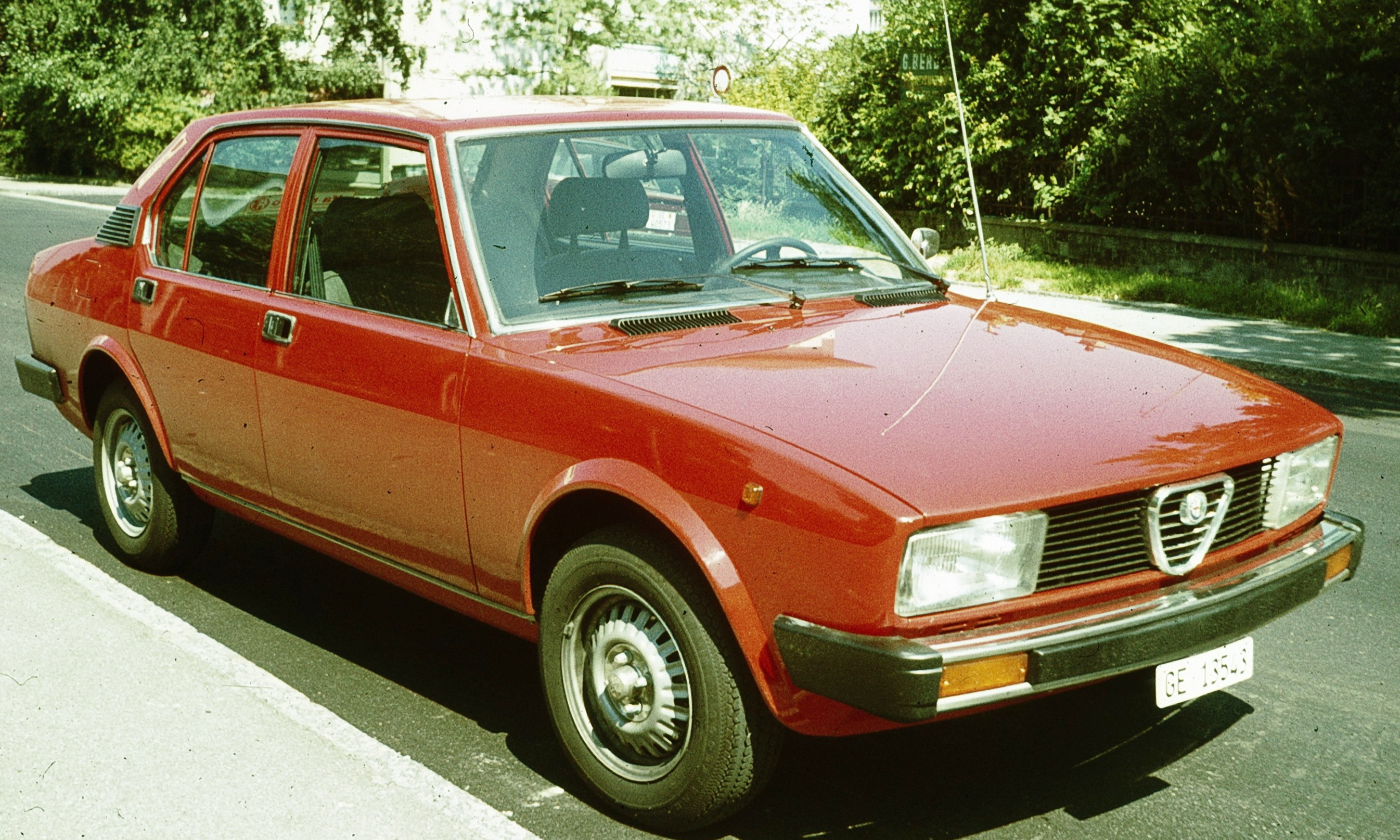
Alfetta 2000 122 CV del 1977

Nel 1977, al salone di Ginevra, viene presentata l'Alfetta 2.0. La versione due litri porta molte novità. Per iniziare essa è facilmente distinguibile dalle sorelle minori per il frontale ridisegnato che ora oltre a essere più basso e più lungo di ben 10 cm presenta due fari rettangolari. I paraurti sono sempre in acciaio inox ma hanno ora gli angoli in materiale plastico e incorporano inserti in poliuretano e anteriormente anche gli indicatori di direzione. I finestrini anteriori perdono il deflettore e i gruppi ottici posteriori sono maggiorati. All'interno spicca subito la nuova plancia tutta di materiale plastico e il volante di nuovo disegno. Nel complesso la linea appare più moderna anche se più anonima e meno sportiva. Il motore deriva direttamente dalla versione di 1779 cm³ di cui mantiene anche l'originaria potenza di 122 CV. L'aumento di cilindrata viene ottenuta aumentando l'alesaggio a 84 mm ma mantenendo invariata la corsa di 88,4 mm. Viene migliorata l'insonorizzazione delle parti meccaniche e le sospensioni sono maggiormente votate al comfort. Nel frattempo le versioni 1.6 e 1.8 vengono unificate negli allestimenti e nell'aspetto. Nel 1978 la 2.0 diventa “Lusso” grazie a finiture più accurate e il motore viene potenziato a 130 CV.

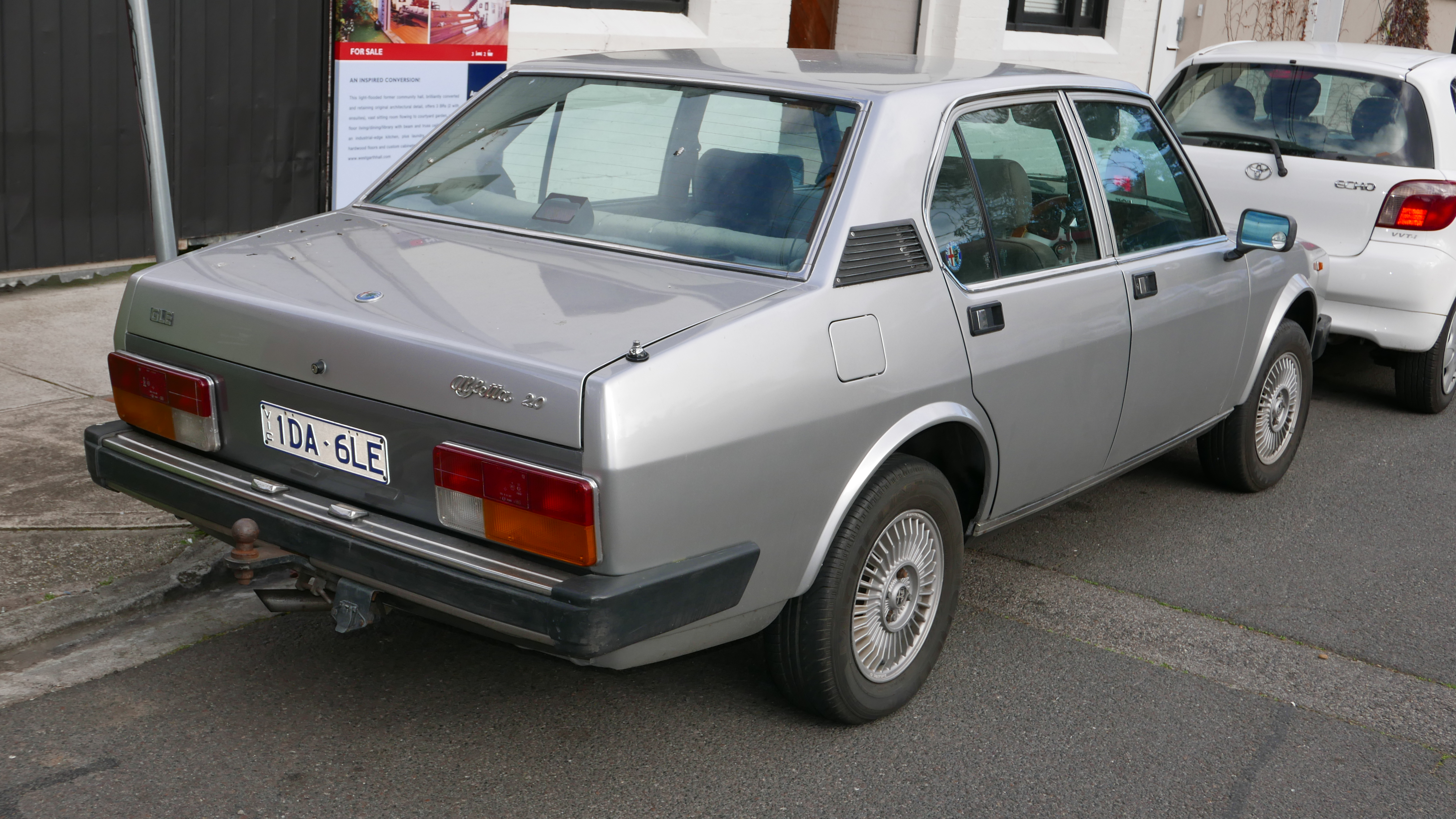
Alfa Romeo Alfetta 2000L del 1979, vista posteriore

Con l'Alfetta 2.0 turbodiesel nasce nel 1979 la prima vettura italiana sovralimentata a gasolio. Esternamente è distinguibile dalla versione a benzina solo per le feritoie di aerazione supplementari presenti sul paraurti anteriore. Questa vettura è spinta da un motore costruito dall'italiana VM Motori che fornisce 82 CV e spinge la vettura ad oltre 155 km/h, facendone la 2000 diesel più veloce all'epoca in produzione. L'aumento di peso dovuto al nuovo propulsore impone un irrigidimento delle sospensioni e una maggiore demoltiplicazione dello sterzo. Anche i rapporti del cambio vengono adeguati. Nello stesso anno la versione 1.8 riacquista gli originari 122 CV di potenza massima ora a 5300 giri/min anziché a 5600 giri/min.

### L'Alfetta e gli USA

Alfetta 2000 LI America del 1980

La presenza dell'Alfetta sul mercato nordamericano risale al 1975, quando inizia la distribuzione di un modello analogo alla 1.8 dotato però del motore di 2 litri a iniezione meccanica. Nel 1978 la vettura, conosciuta anche come Sports Sedan, viene aggiornata sulla falsariga della 2.0 L e proposta anche con catalizzatore. Il motore, pertanto, vede scendere la sua potenza a 111 CV a 5000 giri/min (norme DGM), anziché i 130 CV a 5400 giri/min (norme DGM) della 2.0 L a carburatori. In totale sono 3636 le unità esportate della prima serie e 3919 quelle della seconda serie (di cui 1903 con dispositivo antinquinamento). Nel 1981 l'Alfa Romeo commercializza sul mercato italiano una serie di vetture identiche al modello USA e, pertanto, battezzate Alfetta 2.0 Li America. Questa versione, prodotta in 1307 esemplari nel solo colore grigio chiaro metallizzato, si distingue dalla normale 2.0 per i doppi proiettori circolari, i cristalli bruniti, i cerchi in lega leggera, la sottile fascia antiurto alle fiancate ed i paraurti ad assorbimento di energia. Come la versione per gli USA, è dotata di impianto di iniezione meccanica SPICA (con cut-off tarato a 1300 giri/min); l'unica differenza sta nell'assenza del catalizzatore (presente invece nella Sports Sedan), per cui la sua potenza massima è ora di 125 CV a 5300 giri/min (sempre secondo norme DGM).

### Restyling e aggiornamenti

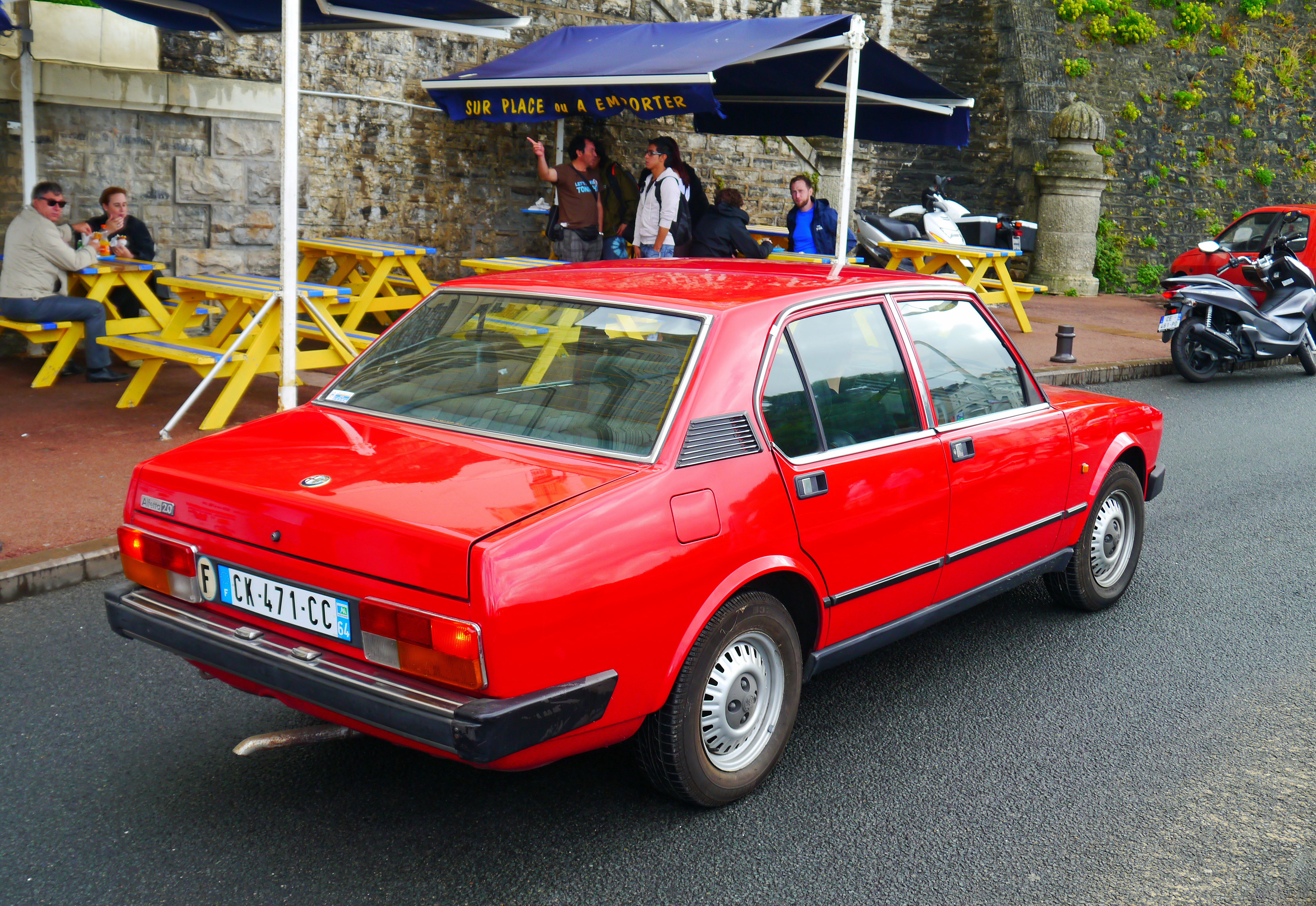
Vista posteriore di un'Alfa Romeo Alfetta 2.0 serie '82 da 130 CV

Nel novembre 1981 tutta la gamma viene unificata usando per tutte le motorizzazioni la rinnovata scocca della 2000 aggiornata in vari dettagli estetici quali le fasce paracolpi laterali e le fasce sottoporta in plastica nera. Meccanicamente le modifiche maggiori le subiscono il cambio con i rapporti allungati e le sospensioni ora più morbide e votate completamente al comfort. A risentirne maggiormente fu il comportamento sportivo della vettura. I potenti motori della 2.0 e della 1.8 avevano perso la loro grinta acquistando però notevole elasticità e progressività. Le prestazioni rimanevano comunque elevate. Il comportamento stradale perse la sua agilità da sportiva e l'inserimento in curva divenne molto lento e notevolmente sottosterzante senza però mai perdere la sua proverbiale tenuta di strada.

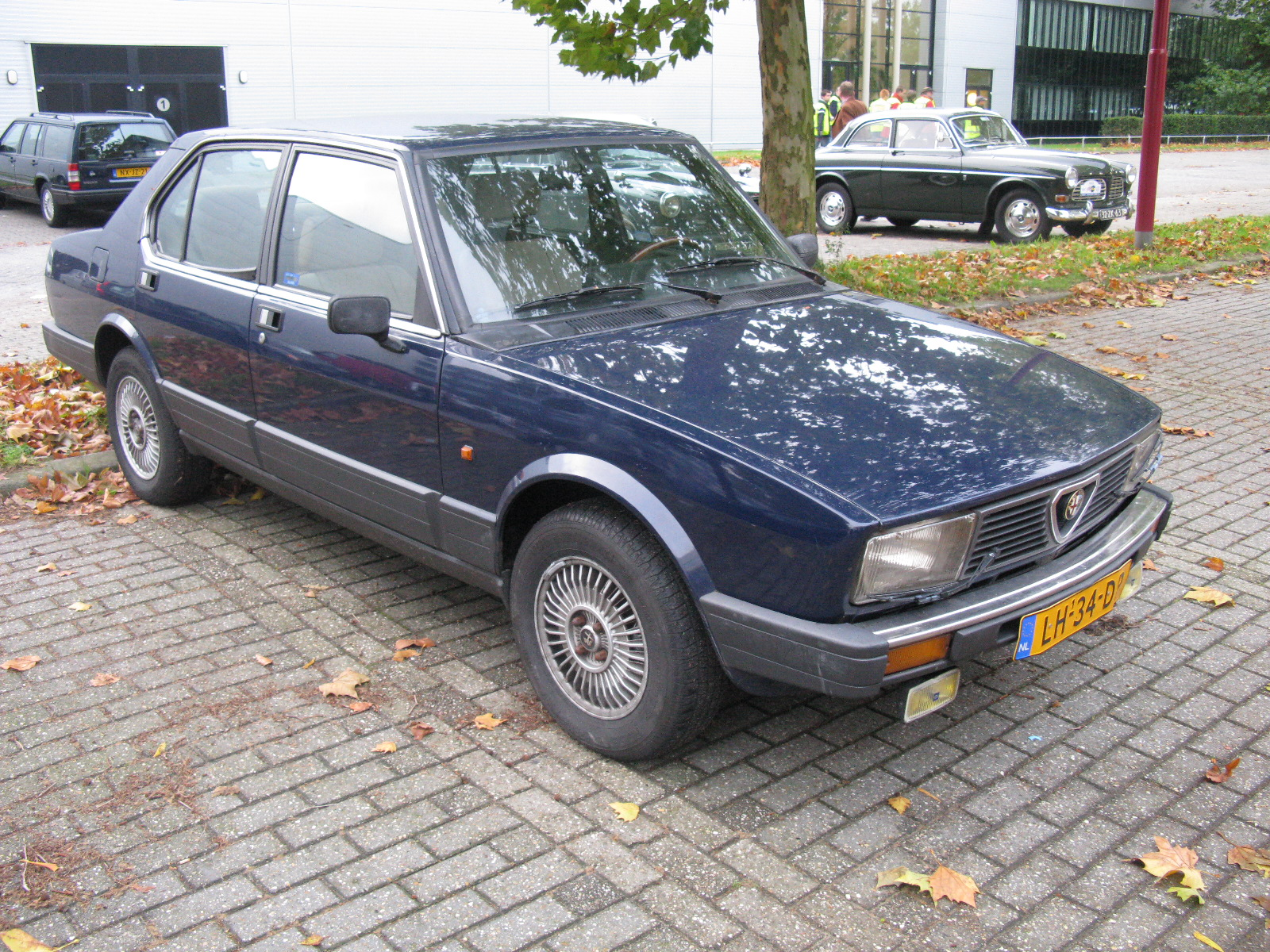
Alfa Romeo Alfetta 2.0 restyling 1983

Sei mesi più tardi, nel giugno del 1982, la gamma si arricchisce di una nuova versione, la Quadrifoglio Oro, mossa dal motore 2000 ad iniezione meccanica della 2000 LI America. A caratterizzarla esternamente ci pensano i doppi proiettori anteriori, gli inediti cerchi in lega, alcuni particolari di color marrone scuro, come la fascia sottoporta, i paraurti, la calandra, le cornici dei fari posteriori. La dotazione di serie è arricchita dall'adozione di check control, regolazione elettrica degli schienali anteriori e dell'altezza del sedile guida, vetri elettrici posteriori, chiusura centralizzata e trip computer. La Quadrifoglio Oro raggiunge la velocità massima di 185 km/h e consuma mediamente 10,1 litri/100 km.

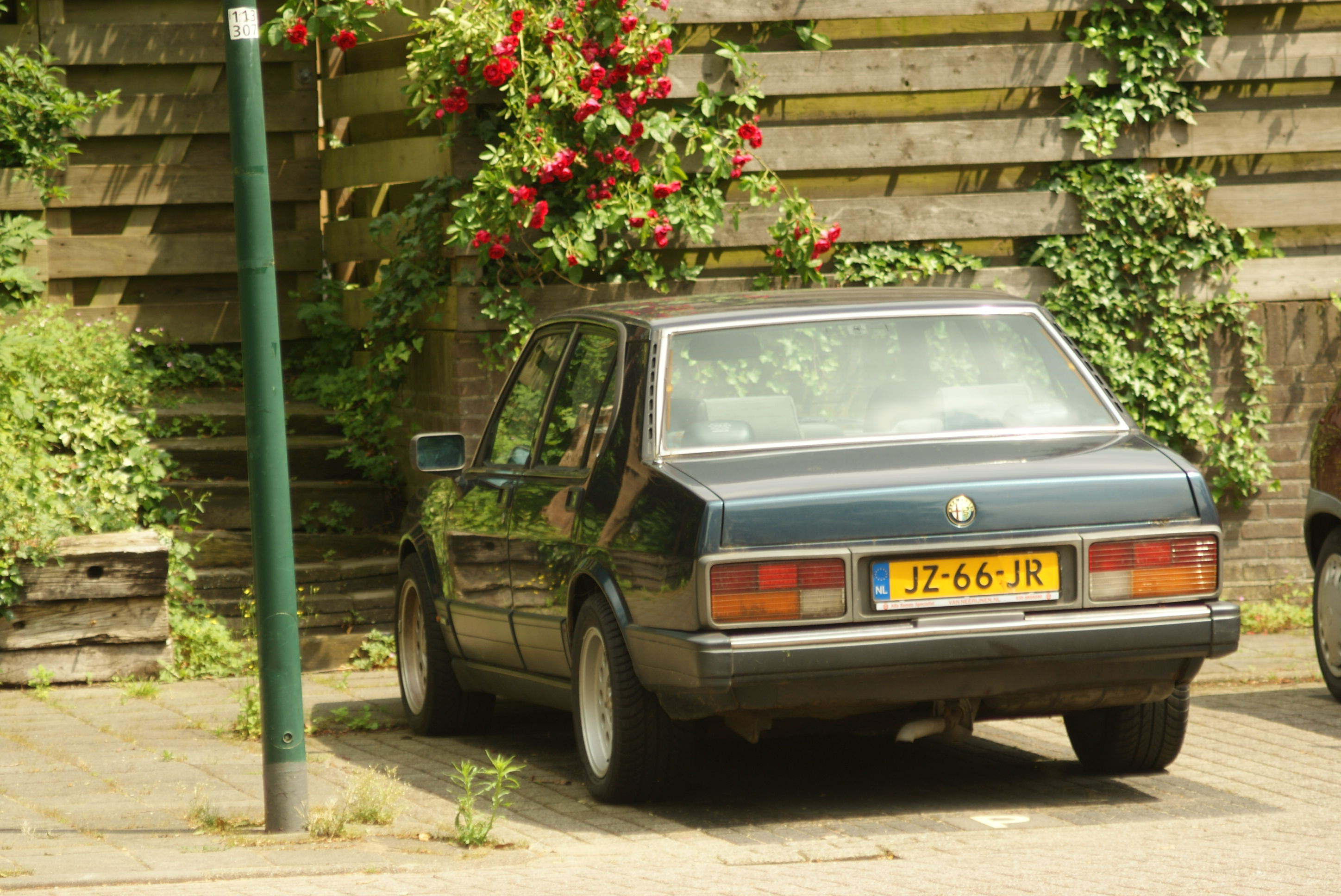
Alfa Romeo Alfetta Quadrifoglio Oro del 1983, vista posteriore

Da menzionare anche una versione semi-sperimentale denominata CEM (Controllo Elettronico del Motore); sviluppata, nel 1981, in collaborazione con l'Università di Genova, venne realizzata in 10 esemplari derivati dal modello "2.0", con funzionamento modulare (due o quattro cilindri) del motore a seconda delle necessità d'impiego, con il fine di ridurre i consumi. Le auto vennero affidate a taxisti milanesi, per verificarne il funzionamento e le prestazioni in situazioni di utilizzo reale. Terminata la prima sperimentazione, nel 1983, venne prodotta una piccola serie di 991 esemplari CEM, che furono affidati ad una clientela selezionata. Nonostante questa seconda fase sperimentale, il progetto non ebbe ulteriori sviluppi.

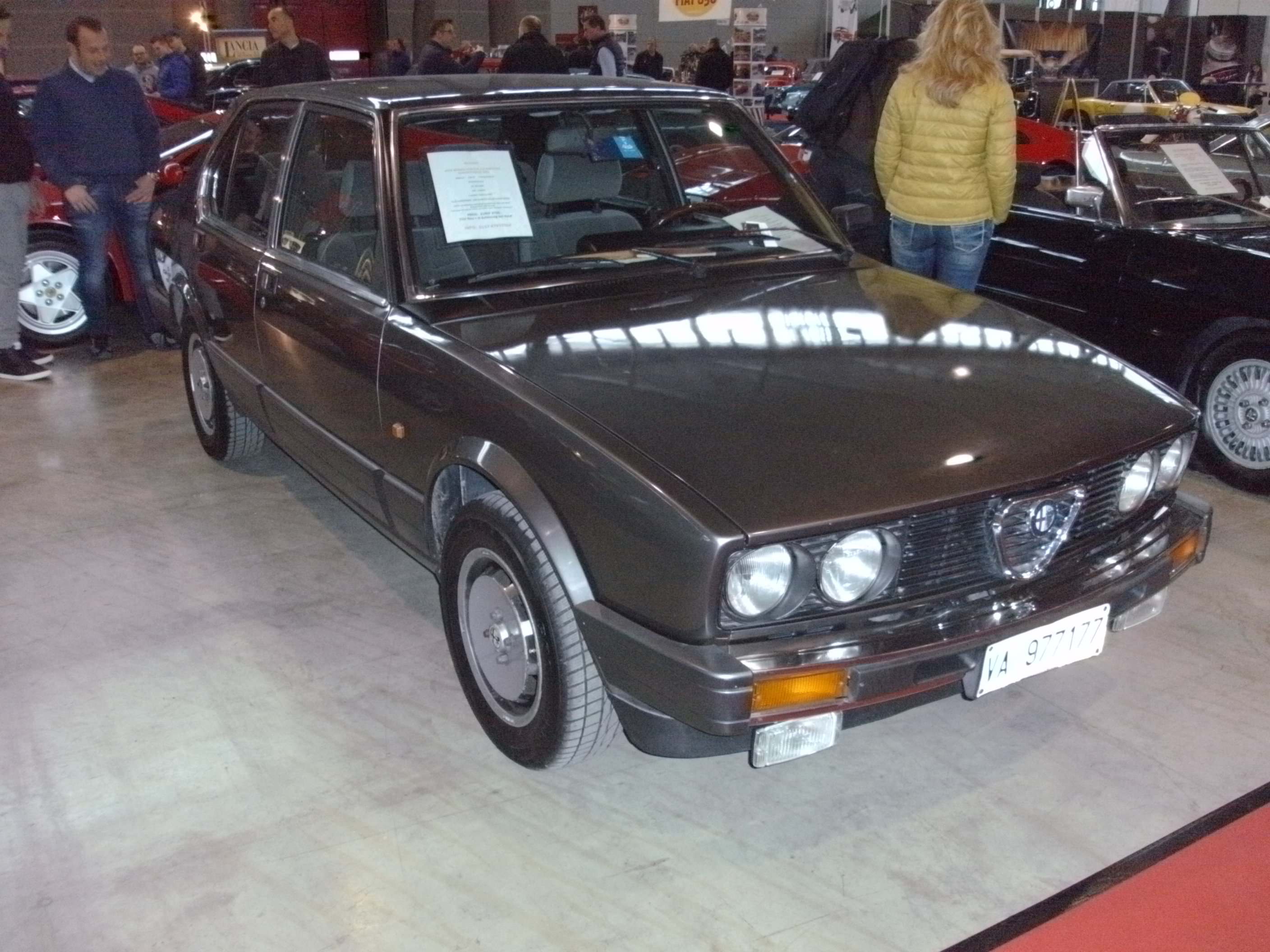
L'Alfetta 2.0 Quadrifoglio Oro del 1984

Nel 1983 tutta la gamma subì l'ultimo aggiornamento a base di fasce paracolpi laterali molto estese, cornice plastica dei fanali posteriori e colorazione scura di molte parti della carrozzeria quali i montanti anteriori del tetto che ne resero l'aspetto otticamente pesante e fin troppo elaborato.

Anche l'Alfetta "Quadrifoglio Oro" venne aggiornata con l'aggiunta di uno spoiler anteriore, di sedili posteriori con poggiatesta integrato e un nuovo quadro strumenti dalla grafica poco chiara affiancato alla destra da un quadro ausiliario fornito di check control e di un orologio digitale. Il motore venne dotato di accensione e alimentazione a controllo elettronico Bosch Motronic e per la prima volta su un'automobile di serie anche di variatore di fase sull'albero a camme del lato aspirazione.

Alfetta 2.4 Turbo Diesel del 1983

Alla versione 2.0 turbodiesel ne venne affiancata una con motore, sempre VM, ma di 2393 cm³ da 95 CV. Dopo essere stata venduta in quasi mezzo milione di esemplari ed essere stata la berlina 2000 più venduta in Italia, le vendite delle ultime versioni calarono drasticamente sancendo l'uscita di scena definitiva dell'Alfetta nel 1984. Il suo pianale e la meccanica tuttavia ebbero una vita lunghissima che si protrasse con l'Alfa 75 sino alla prima metà degli anni novanta e diedero vita a una moltitudine di modelli tutti molto apprezzati per le doti dinamiche.
Per completezza d'informazione, si ricorda che la linea dell'Alfetta viene adottata, dal 1974, anche per la brasiliana FNM - Alfa Romeo 2300, ma si tratta di una mera somiglianza estetica, essendo la "2300" molto diversa per dimensioni (41 cm più lunga e 7 cm più larga) e, soprattutto, per l'impostazione tecnica che derivava dal modello "1900".

### Dati tecnici
| Caratteristiche tecniche - Alfa Romeo Alfetta 1.8 del 1972                           | Caratteristiche tecniche - Alfa Romeo Alfetta 1.8 del 1972 | Caratteristiche tecniche - Alfa Romeo Alfetta 1.8 del 1972 | Caratteristiche tecniche - Alfa Romeo Alfetta 1.8 del 1972 | Caratteristiche tecniche - Alfa Romeo Alfetta 1.8 del 1972 | Caratteristiche tecniche - Alfa Romeo Alfetta 1.8 del 1972 |
| ------------------------------------------------------------------------------------ | --- | --- | --- | --- | --- |
|                                                                                      | | | | | |
| Configurazione                                                                       | | | | | |
| Carrozzeria: Berlina 4 porte                                                         | Carrozzeria: Berlina 4 porte | Posizione motore: anteriore | Posizione motore: anteriore | Trazione: posteriore | Trazione: posteriore |
| Dimensioni e pesi                                                                    | | | | | |
| Ingombri (lungh.×largh.×alt. in mm): 4280 × 1620 × 1430                              | Ingombri (lungh.×largh.×alt. in mm): 4280 × 1620 × 1430 | Ingombri (lungh.×largh.×alt. in mm): 4280 × 1620 × 1430 | Ingombri (lungh.×largh.×alt. in mm): 4280 × 1620 × 1430 | Diametro minimo sterzata: | Diametro minimo sterzata: |
| Interasse: 2510 mm                                                                   | Interasse: 2510 mm | Carreggiate: anteriore 1360 - posteriore 1350 mm | Carreggiate: anteriore 1360 - posteriore 1350 mm | Altezza minima da terra: | Altezza minima da terra: |
| Posti totali: 5                                                                      | Posti totali: 5 | Bagagliaio: 510 dm3 | Bagagliaio: 510 dm3 | Serbatoio: 46 | Serbatoio: 46 |
| Masse                                                                                | a vuoto: 1.060 kg | a vuoto: 1.060 kg | a vuoto: 1.060 kg | a vuoto: 1.060 kg | a vuoto: 1.060 kg |
| Meccanica                                                                            | | | | | |
| Tipo motore: 4 cilindri in linea ciclo Otto in lega leggera con testate emisferiche  | Tipo motore: 4 cilindri in linea ciclo Otto in lega leggera con testate emisferiche | Tipo motore: 4 cilindri in linea ciclo Otto in lega leggera con testate emisferiche | Cilindrata: Alesaggio x corsa = 80 x 88,5 mm; totale 1.779 cm³ | Cilindrata: Alesaggio x corsa = 80 x 88,5 mm; totale 1.779 cm³ | Cilindrata: Alesaggio x corsa = 80 x 88,5 mm; totale 1.779 cm³ |
| Distribuzione: A 2V, doppio albero a camme in testa e doppia catena                  | Distribuzione: A 2V, doppio albero a camme in testa e doppia catena | Distribuzione: A 2V, doppio albero a camme in testa e doppia catena | Alimentazione: due carburatori a doppio corpo orizzontali Weber 40 DCOE/32 | Alimentazione: due carburatori a doppio corpo orizzontali Weber 40 DCOE/32 | Alimentazione: due carburatori a doppio corpo orizzontali Weber 40 DCOE/32 |
| Prestazioni motore                                                                   | Potenza: 122 CV (90 kW) a 5500 rpm / Coppia: 17 mkg DIN (167 N m) a 4400 giri/min | Potenza: 122 CV (90 kW) a 5500 rpm / Coppia: 17 mkg DIN (167 N m) a 4400 giri/min | Potenza: 122 CV (90 kW) a 5500 rpm / Coppia: 17 mkg DIN (167 N m) a 4400 giri/min | Potenza: 122 CV (90 kW) a 5500 rpm / Coppia: 17 mkg DIN (167 N m) a 4400 giri/min | Potenza: 122 CV (90 kW) a 5500 rpm / Coppia: 17 mkg DIN (167 N m) a 4400 giri/min |
| Accensione:                                                                          | Accensione: | Accensione: | Impianto elettrico: a 12v - Dinamo 420 W, batteria 50 Ah | Impianto elettrico: a 12v - Dinamo 420 W, batteria 50 Ah | Impianto elettrico: a 12v - Dinamo 420 W, batteria 50 Ah |
| Frizione: posteriore all'entrata del cambio, monodisco a secco con comando idraulico | Frizione: posteriore all'entrata del cambio, monodisco a secco con comando idraulico | Frizione: posteriore all'entrata del cambio, monodisco a secco con comando idraulico | Cambio: Posteriore a 5 rapporti sincronizzati + RM, in blocco con differenziale e freni | Cambio: Posteriore a 5 rapporti sincronizzati + RM, in blocco con differenziale e freni | Cambio: Posteriore a 5 rapporti sincronizzati + RM, in blocco con differenziale e freni |
| Telaio                                                                               | | | | | |
| Corpo vettura                                                                        | Scocca metallica autoportante a struttura progressivamente differenziata | Scocca metallica autoportante a struttura progressivamente differenziata | Scocca metallica autoportante a struttura progressivamente differenziata | Scocca metallica autoportante a struttura progressivamente differenziata | Scocca metallica autoportante a struttura progressivamente differenziata |
| Sospensioni                                                                          | anteriori: Indipendenti, bracci trasversali oscillanti, barre di torsione longitudinali, barra antirollio, ammortizzatori idraulici telescopici / posteriori: Molle elicoidali a flessibilità variabile, bracci longitudinali di spinta e reazione, parallelogramma di Watt trasversale, barra antirollio, ammortizzatori idraulici telescopici | anteriori: Indipendenti, bracci trasversali oscillanti, barre di torsione longitudinali, barra antirollio, ammortizzatori idraulici telescopici / posteriori: Molle elicoidali a flessibilità variabile, bracci longitudinali di spinta e reazione, parallelogramma di Watt trasversale, barra antirollio, ammortizzatori idraulici telescopici | anteriori: Indipendenti, bracci trasversali oscillanti, barre di torsione longitudinali, barra antirollio, ammortizzatori idraulici telescopici / posteriori: Molle elicoidali a flessibilità variabile, bracci longitudinali di spinta e reazione, parallelogramma di Watt trasversale, barra antirollio, ammortizzatori idraulici telescopici | anteriori: Indipendenti, bracci trasversali oscillanti, barre di torsione longitudinali, barra antirollio, ammortizzatori idraulici telescopici / posteriori: Molle elicoidali a flessibilità variabile, bracci longitudinali di spinta e reazione, parallelogramma di Watt trasversale, barra antirollio, ammortizzatori idraulici telescopici | anteriori: Indipendenti, bracci trasversali oscillanti, barre di torsione longitudinali, barra antirollio, ammortizzatori idraulici telescopici / posteriori: Molle elicoidali a flessibilità variabile, bracci longitudinali di spinta e reazione, parallelogramma di Watt trasversale, barra antirollio, ammortizzatori idraulici telescopici |
| Freni                                                                                | anteriori: a disco / posteriori: a disco, con doppio circuito sulle 4 ruote, comando idraulico, servofreno a depressione e limitatore di frenata al retrotreno, freno a mano posteriore | anteriori: a disco / posteriori: a disco, con doppio circuito sulle 4 ruote, comando idraulico, servofreno a depressione e limitatore di frenata al retrotreno, freno a mano posteriore | anteriori: a disco / posteriori: a disco, con doppio circuito sulle 4 ruote, comando idraulico, servofreno a depressione e limitatore di frenata al retrotreno, freno a mano posteriore | anteriori: a disco / posteriori: a disco, con doppio circuito sulle 4 ruote, comando idraulico, servofreno a depressione e limitatore di frenata al retrotreno, freno a mano posteriore | anteriori: a disco / posteriori: a disco, con doppio circuito sulle 4 ruote, comando idraulico, servofreno a depressione e limitatore di frenata al retrotreno, freno a mano posteriore |
| Pneumatici                                                                           | 165 SR 14 (dall'82 optional 185/70 HR 14) | 165 SR 14 (dall'82 optional 185/70 HR 14) | 165 SR 14 (dall'82 optional 185/70 HR 14) | 165 SR 14 (dall'82 optional 185/70 HR 14) | 165 SR 14 (dall'82 optional 185/70 HR 14) |
| Prestazioni dichiarate                                                               | | | | | |
| Velocità: 184,275 km/h                                                               | Velocità: 184,275 km/h | Velocità: 184,275 km/h | Accelerazione: sul km da fermo 31,327 | Accelerazione: sul km da fermo 31,327 | Accelerazione: sul km da fermo 31,327 |
| Consumi                                                                              | a 80 km/h: 6,65 - a 120 km/h: 10,57 - urbano: 12,0 lt/100 km | a 80 km/h: 6,65 - a 120 km/h: 10,57 - urbano: 12,0 lt/100 km | a 80 km/h: 6,65 - a 120 km/h: 10,57 - urbano: 12,0 lt/100 km | a 80 km/h: 6,65 - a 120 km/h: 10,57 - urbano: 12,0 lt/100 km | a 80 km/h: 6,65 - a 120 km/h: 10,57 - urbano: 12,0 lt/100 km |
| Altro                                                                                | | | | | |
| Trasmissione                                                                         | Posteriore ad albero in due sezioni con ponte De Dion | Posteriore ad albero in due sezioni con ponte De Dion | Posteriore ad albero in due sezioni con ponte De Dion | Posteriore ad albero in due sezioni con ponte De Dion | Posteriore ad albero in due sezioni con ponte De Dion |
| Fonte dei dati: Prova su strada Alfa Romeo Alfetta, Quattroruote, Giugno 1972        | | | | | |

## Modelli derivati
Dal modello base berlina, accorciando il pianale e utilizzando varie parti meccaniche, nel 1974 fu derivato il modello sportivo in conformazione di coupé classica due porte ma con quattro posti, una scelta originale per l'epoca, nota come Alfetta GT (con motore 1.800 cm³), successivamente Alfetta GT/GTV (con motore rispettivamente di 1.600 e 2.000 cm³) e la successiva GTV6 (con motore 2.500 cm³ V6).

## L'Alfetta per le forze dell'ordine e come "auto blu"

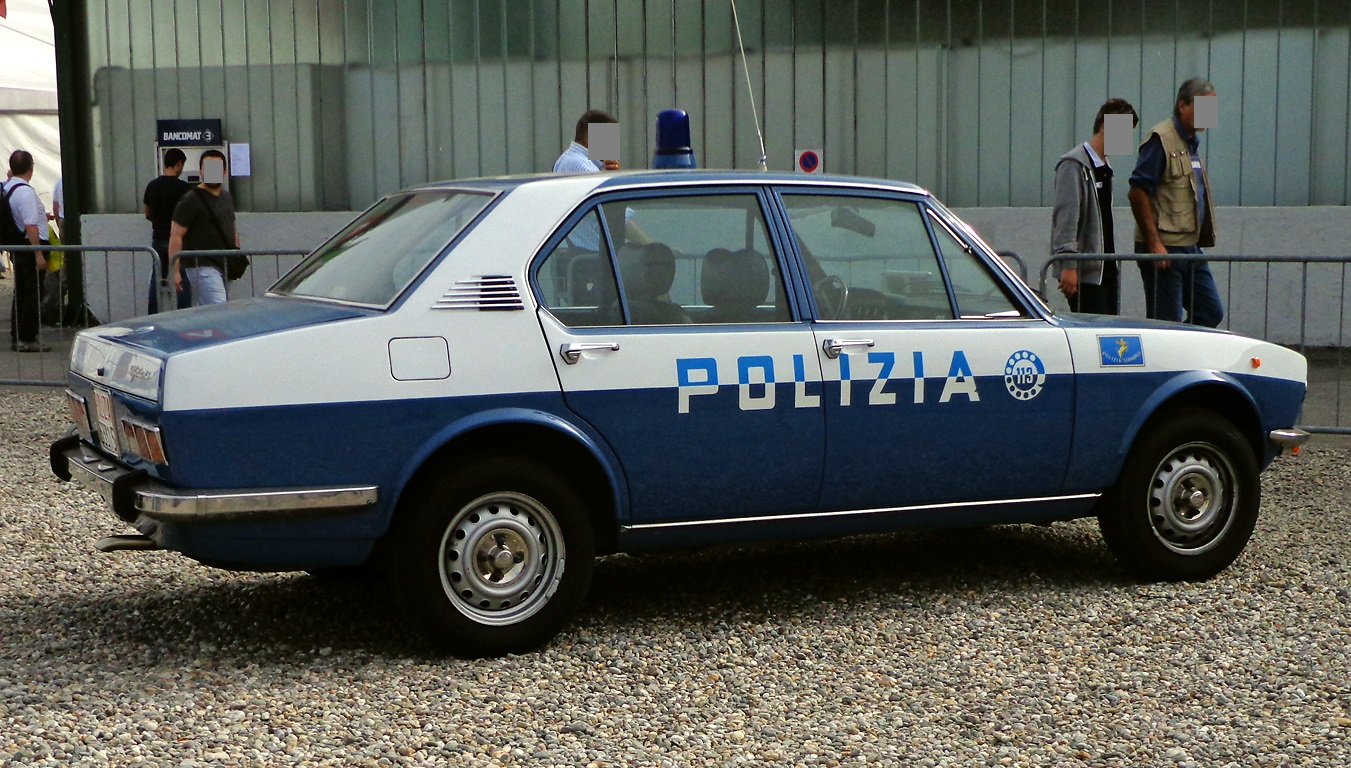
Un'Alfa Romeo Alfetta della Polizia di Stato

Già dall'anno successivo alla sua presentazione l'Alfetta fu adottata dalle forze di polizia (Carabinieri, Polizia di Stato e Guardia di Finanza) in tutte le sue varianti, divenendo in breve tempo l'automobile-simbolo delle forze dell'ordine italiane e sostituendo nel ruolo di "pantera" e "gazzella" le Giulia Super precedentemente in dotazione a tutte e tre le forze di polizia dell'epoca. La polizia ne adottò un numero elevatissimo di esemplari, in tutte le cilindrate, e lo stesso fecero la Polizia stradale e l'autostradale (con esemplari 1600, 1800 e 2000 delle varie serie). Analogo discorso per i Carabinieri. Il Corpo della Guardia di Finanza disponeva di Alfetta 1.8 e 2.0, adottate nelle varie serie, che nelle versioni "polizia" hanno avuto prima la colorazione grigia e poi blu. Innumerevoli le Alfetta utilizzate dalle tre forze dell'ordine come auto civetta.

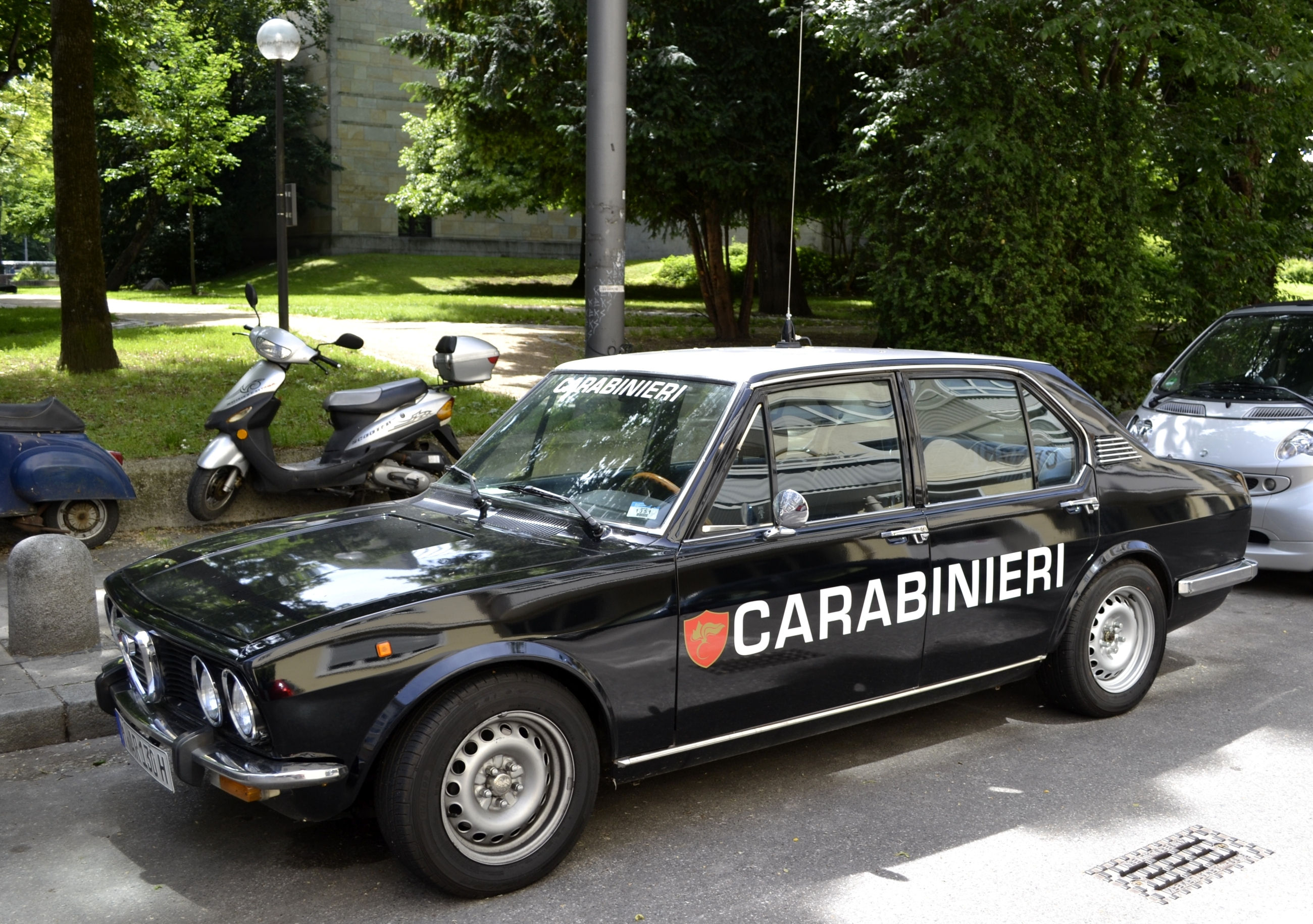
Un'Alfa Romeo Alfetta replica dell'Arma dei Carabinieri

Alla fine degli anni settanta e per tutti gli anni ottanta, complici le dimensioni del veicolo e il livello di comfort raggiunto dalle versioni post austerity, fu impiegata spesso - in versione normale o blindata - anche come auto blu dell'establishment politico, in alternativa a FIAT e Lancia. È frequente vedere le Alfetta, in filmati telegiornalistici dell'epoca, parcheggiate davanti ai palazzi del potere statale o locale. Fu utilizzata moltissimo anche nel ruolo di auto di scorta, come quella del presidente della Democrazia Cristiana Aldo Moro i cui agenti furono trucidati in via Fani nel marzo del 1978.
Sono innumerevoli le pellicole cinematografiche poliziesche e poliziottesche dell'epoca dove è spesso protagonista di spericolati inseguimenti, utilizzata sia dalle forze dell'ordine che dai malviventi.
Complice l'altissimo numero di esemplari adottati, che la resero l'auto standard per i reparti operativi, stradali, investigativi e di rappresentanza per oltre un decennio, alcuni di essi, sono stati recuperati e - a volte - restaurati da collezionisti. Qualche Alfetta è inoltre presente nei musei delle forze dell'ordine.

## Prototipi
Nel corso dei tre lustri di produzione, alcuni carrozzieri proposero varie interpretazioni stilistiche e basate sull'autotelaio "Alfetta".
Il primo prototipo fu la "Alfetta Spider" presentata dalla Pininfarina al Salone di Torino del 1972 e oggi conservata nel Museo Alfa Romeo. Si tratta di una vettura con carrozzeria tipo Targa, pensata principalmente 
per le esigenze del mercato statunitense, che avrebbe dovuto sostituire il modello "Duetto". 
Tuttavia il buon andamento delle vendite del vecchio modello e la flessione registrata sul mercato USA, fecero accantonare il progetto.
Nel 1975, al Salone di Ginevra, la Pininfarina presentò la show car "Eagle", 
realizzata sull'autotelaio a passo corto della "Alfetta GT" e disegnata da Aldo Brovarone. Ancora una volta veniva proposta una carrozzeria di tipo Targa che non raggiunse la fase produttiva, per gli identici motivi della proposta precedente.
Recependo l'interesse sollevato dal gruppo FIAT con la "Beta HPE", nel 1976 la carrozzeria Bertone decise di proporre una versione coupé/familiare, allestendo il prototipo "Alfetta GT Bertone", una shooting brake che manteneva parte dei lamierati di serie. La proposta, però, non venne accolta, forse per il fatto che la "Alfetta GT" in produzione era già dotata della terza porta posteriore, con una notevole capacità di carico.
Nel 1983 è la Zagato a realizzare una nuova versione con carrozzeria in alluminio, come tradizione dell'azienda, disegnata da Giuseppe Mittino. Si tratta di una coupé denominata "Z6" e dotata di un corpo vettura a due posti che può facilmente essere trasformato in versioni Targa o spider. Ne furono costruiti due esemplari, nelle colorazioni marrone e verde. La prima è conservata Museo Alfa Romeo, mentre la seconda, regolarmente immatricolata e utilizzata, appartiene a un collezionista privato.
Al termine dello stesso anno, accogliendo l'idea della rivista Auto Capital, la Zagato iniziò ad approntare una versione familiare, su disegno del direttore della rivista, coadiuvato da Mittino. La risultante "Alfetta SW" venne presentata al salone di Ginevra del marzo 1984, svelando un allestimento con discutibili soluzioni estetiche, determinate dalla necessità di lasciare inalterati i lamierati strutturali. La nuova SW, in sostanza, era stata realizzata semplicemente allungando il padiglione e aggiungendo il portellone posteriore. I collaudi per lo sviluppo della vettura proseguirono, nell'intento di produrla in serie limitata, fino all'annuncio da parte dell'Alfa Romeo, circa l'imminente uscita di produzione della "Alfetta".

## Motorizzazioni
| Modello         | Disponibilità       | Motore  | Cilindrata (cm³) | Potenza        | Coppia Massima (Nm) | Emissioni CO2 (g/km) | 0–100 km/h (secondi) | Velocità max (km/h) | Consumo medio (km/l) |
| --------------- | ------------------- | ------- | ---------------- | -------------- | ------------------- | -------------------- | -------------------- | ------------------- | -------------------- |
| 1.6             | dal 1975 al 1985    | Benzina | 1570             | 80 kW (109 Cv) | 142                 | n.d                  | n.d                  | 174                 | 10.8                 |
| 1.8             | dal debutto al 1985 | Benzina | 1779             | 89 kW (122 Cv) | 166                 | n.d                  | n.d                  | 178                 | 10.8                 |
| 2.0 Li          | dal 1981 al 1984    | Benzina | 1962             | 91 kW (125 Cv) | 173                 | n.d                  | n.d                  | 180                 | 10.6                 |
| 2.0             | dal 1979 al 1985    | Benzina | 1962             | 95 kW (130 Cv) | 177                 | n.d                  | n.d                  | 185                 | 11.4                 |
| 2.0 Turbodiesel | dal 1980 al 1985    | Diesel  | 1995             | 60 kW (82 Cv)  | 161                 | n.d                  | n.d                  | 155                 | 12.6                 |
| 2.4 Turbodiesel | dal 1983 al 1985    | Diesel  | 2393             | 69 kW (95 Cv)  | 186                 | n.d                  | n.d                  | 165                 | 12.8                 |